# IC 4296
IC 4296 — галактика типу E (еліптична галактика) у сузір'ї Центавр.
Цей об'єкт міститься в оригінальній редакції індексного каталогу.